# Perseusz
Perseusz (także Perseus; gr. Περσεύς Perseús, łac. Perseus) – w mitologii greckiej heros, syn królewny Danae i Zeusa, mąż Andromedy. Przodek Amfitriona, Alkmeny, Heraklesa, Eurysteusza. Pogromca Meduzy, tytana Atlasa, króla Serifos Polidektesa i nieświadomie własnego dziadka Akrizjosa. Założyciel Myken i Tirynsu. Po śmierci przeniesiony na sklepienie niebieskie jako gwiazdozbiór.

## Geneza mitu o Perseuszu
Istnieje przypuszczenie, że znane współcześnie mity o Perseuszu stanowią fałszywą interpretację mitów o Hermesie, określanym przymiotem Pterseus – niszczyciel. To Hermes posiadał przypisywane Perseuszowi atrybuty – skrzydlate sandały, hełm – i przedmioty, które heros zdobył podczas swoich wędrówek – oko, wieszczy ząb, diamentowy sierp, torbę ze skóry żurawia, maskę Gorgony i lustrzaną tarczę. Oko i ząb Hermes dostał od Park, dzięki czemu zdobył możliwość opanowania tajemnego alfabetu drzew w świętym zagajniku Gorgon w Tartessos. Sierpem mógł ścinać gałęzie i chować je do torby. Za pomocą maski Gorgony odstraszał niewtajemniczonych w misteria księżycowe.

## Rodowód

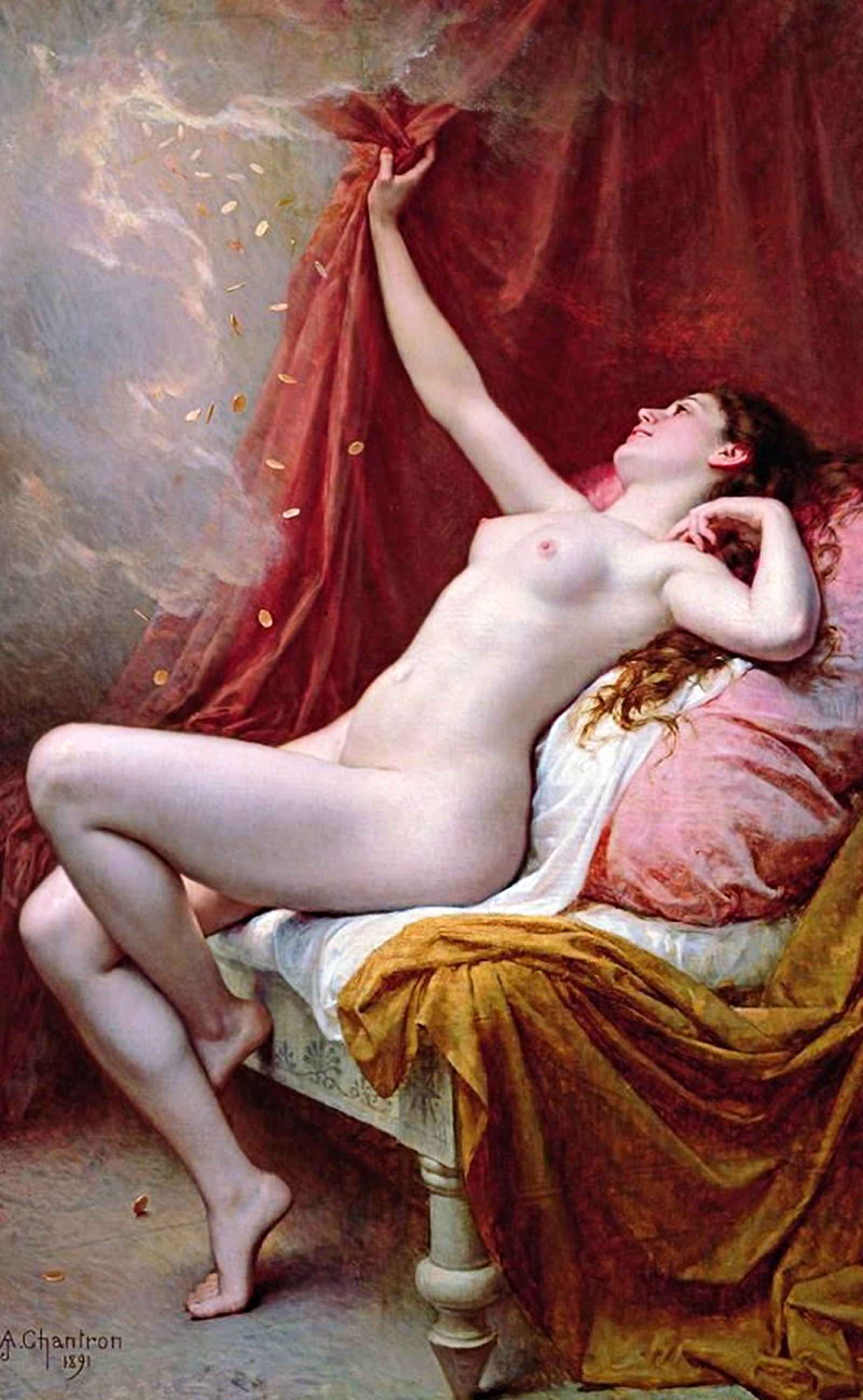
Matka Perseusza, Danae, na obrazie Alexandre-Jacques’a Chantrona z 1891

Perseusz był potomkiem Danaosa i Ajgyptosa oraz Lynkeusa i Hypermestry. Zaliczał się do rodu Abantydów. Jego przodków prezentuje następujące drzewo genealogiczne:
| Zeus | Zeus | Zeus     | Zeus     | Zeus     | Zeus     |          |          |        |        |           |           | Io        | Io        | Io        | Io        | Io       | Io       |             |             |             |             |             |             |            |            |            |            |          |          |           |           |           |           |           |           |  |  |  |  |  |  |  |  |  |  |
| Zeus | Zeus | Zeus     | Zeus     | Zeus     | Zeus     |          |          |        |        |           |           | Io        | Io        | Io        | Io        | Io       | Io       |             |             |             |             |             |             |            |            |            |            |          |          |           |           |           |           |           |           |  |  |  |  |  |  |  |  |  |  |
|      |      |          |          |          |          |          |          |        |        |           |           |           |           |           |           |          |          |             |             |             |             |             |             |            |            |            |            |          |          |           |           |           |           |           |           |  |  |  |  |  |  |  |  |  |  |
|      |      |          |          |          |          | Epafos   | Epafos   | Epafos | Epafos | Epafos    | Epafos    |           |           |           |           |          |          | Memfis      | Memfis      | Memfis      | Memfis      | Memfis      | Memfis      |            |            |            |            |          |          |           |           |           |           |           |           |  |  |  |  |  |  |  |  |  |  |
|      |      |          |          |          |          | Epafos   | Epafos   | Epafos | Epafos | Epafos    | Epafos    |           |           |           |           |          |          | Memfis      | Memfis      | Memfis      | Memfis      | Memfis      | Memfis      |            |            |            |            |          |          |           |           |           |           |           |           |  |  |  |  |  |  |  |  |  |  |
|      |      |          |          |          |          |          |          |        |        |           |           |           |           |           |           |          |          |             |             |             |             |             |             |            |            |            |            |          |          |           |           |           |           |           |           |  |  |  |  |  |  |  |  |  |  |
|      |      |          |          |          |          |          |          |        |        |           |           | Libia     | Libia     | Libia     | Libia     | Libia    | Libia    |             |             |             |             |             |             | Posejdon   | Posejdon   | Posejdon   | Posejdon   | Posejdon | Posejdon |           |           |           |           |           |           |  |  |  |  |  |  |  |  |  |  |
|      |      |          |          |          |          |          |          |        |        |           |           | Libia     | Libia     | Libia     | Libia     | Libia    | Libia    |             |             |             |             |             |             | Posejdon   | Posejdon   | Posejdon   | Posejdon   | Posejdon | Posejdon |           |           |           |           |           |           |  |  |  |  |  |  |  |  |  |  |
|      |      |          |          |          |          |          |          |        |        |           |           |           |           |           |           |          |          |             |             |             |             |             |             |            |            |            |            |          |          |           |           |           |           |           |           |  |  |  |  |  |  |  |  |  |  |
|      |      |          |          |          |          |          |          |        |        |           |           |           |           |           |           |          |          | Belos       | Belos       | Belos       | Belos       | Belos       | Belos       |            |            |            |            |          |          | Anchinoe  | Anchinoe  | Anchinoe  | Anchinoe  | Anchinoe  | Anchinoe  |  |  |  |  |  |  |  |  |  |  |
|      |      |          |          |          |          |          |          |        |        |           |           |           |           |           |           |          |          | Belos       | Belos       | Belos       | Belos       | Belos       | Belos       |            |            |            |            |          |          | Anchinoe  | Anchinoe  | Anchinoe  | Anchinoe  | Anchinoe  | Anchinoe  |  |  |  |  |  |  |  |  |  |  |
|      |      |          |          |          |          |          |          |        |        |           |           |           |           |           |           |          |          |             |             |             |             |             |             |            |            |            |            |          |          |           |           |           |           |           |           |  |  |  |  |  |  |  |  |  |  |
|      |      |          |          |          |          |          |          |        |        |           |           |           |           |           |           |          |          |             |             |             |             |             |             |            |            |            |            |          |          |           |           |           |           |           |           |  |  |  |  |  |  |  |  |  |  |
|      |      |          |          |          |          |          |          |        |        |           |           |           |           |           |           |          |          | Danaos      | Danaos      | Danaos      | Danaos      | Danaos      | Danaos      |            |            |            |            |          |          | Ajgyptos  | Ajgyptos  | Ajgyptos  | Ajgyptos  | Ajgyptos  | Ajgyptos  |  |  |  |  |  |  |  |  |  |  |
|      |      |          |          |          |          |          |          |        |        |           |           |           |           |           |           |          |          | Danaos      | Danaos      | Danaos      | Danaos      | Danaos      | Danaos      |            |            |            |            |          |          | Ajgyptos  | Ajgyptos  | Ajgyptos  | Ajgyptos  | Ajgyptos  | Ajgyptos  |  |  |  |  |  |  |  |  |  |  |
|      |      |          |          |          |          |          |          |        |        |           |           |           |           |           |           |          |          | Hypermestra | Hypermestra | Hypermestra | Hypermestra | Hypermestra | Hypermestra |            |            |            |            |          |          | Lynkeus   | Lynkeus   | Lynkeus   | Lynkeus   | Lynkeus   | Lynkeus   |  |  |  |  |  |  |  |  |  |  |
|      |      |          |          |          |          |          |          |        |        |           |           |           |           |           |           |          |          | Hypermestra | Hypermestra | Hypermestra | Hypermestra | Hypermestra | Hypermestra |            |            |            |            |          |          | Lynkeus   | Lynkeus   | Lynkeus   | Lynkeus   | Lynkeus   | Lynkeus   |  |  |  |  |  |  |  |  |  |  |
|      |      |          |          |          |          |          |          |        |        |           |           |           |           |           |           |          |          |             |             |             |             |             |             |            |            |            |            |          |          |           |           |           |           |           |           |  |  |  |  |  |  |  |  |  |  |
|      |      |          |          |          |          |          |          |        |        |           |           | Aglaja    | Aglaja    | Aglaja    | Aglaja    | Aglaja   | Aglaja   |             |             |             |             |             |             | Abas       | Abas       | Abas       | Abas       | Abas     | Abas     |           |           |           |           |           |           |  |  |  |  |  |  |  |  |  |  |
|      |      |          |          |          |          |          |          |        |        |           |           | Aglaja    | Aglaja    | Aglaja    | Aglaja    | Aglaja   | Aglaja   |             |             |             |             |             |             | Abas       | Abas       | Abas       | Abas       | Abas     | Abas     |           |           |           |           |           |           |  |  |  |  |  |  |  |  |  |  |
|      |      |          |          |          |          |          |          |        |        |           |           |           |           |           |           |          |          |             |             |             |             |             |             |            |            |            |            |          |          |           |           |           |           |           |           |  |  |  |  |  |  |  |  |  |  |
|      |      |          |          |          |          |          |          |        |        |           |           |           |           |           |           |          |          |             |             |             |             |             |             |            |            |            |            |          |          |           |           |           |           |           |           |  |  |  |  |  |  |  |  |  |  |
|      |      | Eurydyka | Eurydyka | Eurydyka | Eurydyka | Eurydyka | Eurydyka |        |        |           |           |           |           | Akrizjos  | Akrizjos  | Akrizjos | Akrizjos | Akrizjos    | Akrizjos    |             |             | Projtos     | Projtos     | Projtos    | Projtos    | Projtos    | Projtos    |          |          | Steneboja | Steneboja | Steneboja | Steneboja | Steneboja | Steneboja |  |  |  |  |  |  |  |  |  |  |
|      |      | Eurydyka | Eurydyka | Eurydyka | Eurydyka | Eurydyka | Eurydyka |        |        |           |           |           |           | Akrizjos  | Akrizjos  | Akrizjos | Akrizjos | Akrizjos    | Akrizjos    |             |             | Projtos     | Projtos     | Projtos    | Projtos    | Projtos    | Projtos    |          |          | Steneboja | Steneboja | Steneboja | Steneboja | Steneboja | Steneboja |  |  |  |  |  |  |  |  |  |  |
|      |      |          |          |          |          |          |          |        |        |           |           |           |           |           |           |          |          |             |             |             |             |             |             |            |            |            |            |          |          |           |           |           |           |           |           |  |  |  |  |  |  |  |  |  |  |
|      |      |          |          |          |          |          |          |        |        |           |           |           |           |           |           |          |          |             |             |             |             |             |             |            |            |            |            |          |          |           |           |           |           |           |           |  |  |  |  |  |  |  |  |  |  |
|      |      |          |          |          |          |          |          | Danae  | Danae  | Danae     | Danae     | Danae     | Danae     |           |           |          |          |             |             |             |             | Megapentes  | Megapentes  | Megapentes | Megapentes | Megapentes | Megapentes |          |          | Projtydy  | Projtydy  | Projtydy  | Projtydy  | Projtydy  | Projtydy  |  |  |  |  |  |  |  |  |  |  |
|      |      |          |          |          |          |          |          | Danae  | Danae  | Danae     | Danae     | Danae     | Danae     |           |           |          |          |             |             |             |             | Megapentes  | Megapentes  | Megapentes | Megapentes | Megapentes | Megapentes |          |          | Projtydy  | Projtydy  | Projtydy  | Projtydy  | Projtydy  | Projtydy  |  |  |  |  |  |  |  |  |  |  |
|      |      |          |          |          |          |          |          |        |        |           |           |           |           |           |           |          |          |             |             |             |             |             |             |            |            |            |            |          |          |           |           |           |           |           |           |  |  |  |  |  |  |  |  |  |  |
|      |      | Perseusz | Perseusz | Perseusz | Perseusz | Perseusz | Perseusz |        |        | Andromeda | Andromeda | Andromeda | Andromeda | Andromeda | Andromeda |          |          |             |             |             |             |             |             |            |            |            |            |          |          |           |           |           |           |           |           |  |  |  |  |  |  |  |  |  |  |
|      |      | Perseusz | Perseusz | Perseusz | Perseusz | Perseusz | Perseusz |        |        | Andromeda | Andromeda | Andromeda | Andromeda | Andromeda | Andromeda |          |          |             |             |             |             |             |             |            |            |            |            |          |          |           |           |           |           |           |           |  |  |  |  |  |  |  |  |  |  |

## Pochodzenie Perseusza
Akrizjos, władca Argos, usłyszał od wyroczni, że nie będzie miał syna, a jego jedynym męskim potomkiem będzie syn jedynej córki Danae, a co gorsza zginie z ręki swojego wnuka. Nie chcąc dopuścić by Danae zaszła w ciążę, zamknął córkę w podziemnej spiżowej komnacie. Jednak pod postacią złotego deszczu, padającego na łono księżniczki, do komnaty przeniknął Zeus. Wniknięcie Zeusa do spiżowej, podziemnej komnaty pod postacią złotego deszczu może wedle Grimala stanowić symbol potęgi pieniądza, mającej otwierać każde drzwi, a nawet ludzkie serca. Akrizjos nie chciał uwierzyć, że ojcem dziecka jest Zeus, oskarżał swego brata-bliźniaka Projtosa, że to on zapłodnił Danae, co zaostrzyło, trwający od dzieciństwa, konflikt między nimi.
Podobne motywy pojawiają się w Księdze Rodzaju (Ezaw i Jakub, Farez i Zarah), mitologii ugaryckiej (Mot i Alejn) i celtyckiej (Gwyn i Gwythur). W dwóch ostatnich przypadkach bracia, podobnie jak greccy bliźniacy, dodatkowo walczyli o kobietę – kapłankę księżyca, posiadanie jej zapewniało im prawo do tronu. Zgodnie z praktykowanym wówczas kultem lunarnym starszy bliźniak zostawał świętym królem i po letnim przesileniu miał ustąpić miejsce swojemu zastępcy. W przypadku Akrizjosa i Projtosa starszy Akrizjos nie przekazał władzy, więc Projtos uwiódł jego kapłankę i córkę Danae, która później utrzymywała, że poczęła syna z Zeusem (w najstarszej wersji mitu o poczęciu Perseusza to Projtos jest ojcem dziecka). Rytualne obcowanie kapłanki z bóstwem odzwierciedlało symboliczne zaślubiny księżyca i słońca oraz rozpoczęcie nowego roku. Owocem tego związku miał być kolejny święty król – Perseusz.

## Mit o Danae, Perseuszu i skrzyni
Gdy Danae urodziła syna imieniem Perseusz, monarcha zamknął matkę razem z dzieckiem w skrzyni, którą wrzucono do morza. Wedle innej wersji królewnie razem z towarzyszącą jej piastunką udawało się przez wiele miesięcy ukrywać urodzone w tajemnicy dziecko. W końcu jednak płacz niemowlęcia doszedł uszu dziadka, który pozbawił piastunkę życia, widząc w niej pośredniczkę, a Danae rozkazał zamknąć razem z potomkiem w skrzyni i wrzucić do morza. Dzięki opiece boskiej skrzynia dotarła z wiatrem na wyspę Serifos, rządzoną przez Polidektesa. Rozbitków oswobodził rybak Diktys, brat władcy, i dał im schronienie we własnym domu.
Najstarsza wersja mitu o zamknięciu Danae i Perseusza w skrzyni wykazuje podobieństwa i wspólne cechy z egipskim mitem o poszukiwaniach przez Izydę zwłok Ozyrysa. W tej opowieści Projtos jest Ozyrysem, zaś Danae – Izydą, jego siostrą i żoną. Projtos-Ozyrys został zgładzony przez brata Akrizjosa-Seta, zaś jego siostra-małżonka wraz z synem Perseuszem-Horusem poszukują jego ciała i mszczą się na krzywdzicielu. Skrzynia z mitu o zamknięciu Danae i Perseusza – to łódź z akacji, którą podróżowała Izyda wraz z synem Horusem w poszukiwaniu zwłok Ozyrysa.

## Perseusz i Polidektes
Perseusz rósł i mężniał, stając się pięknym i dzielnym młodzieńcem. Władca wyspy Polidektes zakochał się w Danae i planował pojąć ją za żonę, jednakże ona nie zgadzała się wyjść za niego. Małżeństwu sprzeciwiał się także Perseusz. Władca obawiał się dzielnego chłopaka, w związku z czym stronił od użycia siły. Zamiast tego uknuł plan mający na celu pozbycie się młodzieńca. Traktował go z pozorną miłością i przywiązaniem. Perseusz stał się częstym gościem na dworze króla, gdzie władca zabawiał go opowieściami o herosach, pragnąc rozbudzić w młodym człowieku chęć pójścia w ich ślady. W kulminacyjnym punkcie spisku wyjawił gronu znajomych swe plany ożenku z królewną Elidy, Hippodameją. Przyjaciele władcy poczęli wymieniać prezenty, jakie obiecywali dać mu z okazji zawarcia małżeństwa, a które władca chciał podarować swej wybrance. Wszyscy uznali, że powinni uczcić władcę rumakiem. Tylko ubogiego Perseusza nie stać było na kupno podarku. Wstawszy więc, obiecał władcy głowę Meduzy. Następnego dnia pozostali goście pojawili się z przyrzeczonymi Polydektesowi końmi. Tylko Perseusz nie miał nic dla władcy, choć niektóre wersje mitu wspominają, że również on przyszedł ze zwierzęciem. Wobec tego tyran powiedział, że jeśli nie spełni obietnicy, odbierze mu matkę.
W żądaniu Polidektesa, by Perseusz dostarczył mu głowę Gorgony, znalazło odzwierciedlenie dążenie Hellenów do ostatecznego rozprawienia się z kultem księżyca po upadku Knossos na przełomie XV–XIV wieku p.n.e. Cywilizacja minojska nie zanikła jednak od razu. Jej wierzenia nadal były silne w Argos i jej koloniach. Jedna z nich, Karia, wyrosła na potęgę morską na Morzu Śródziemnym. Poskromienie jej symbolicznie wyrażało się w zabiciu Meduzy – kapłanki księżyca.

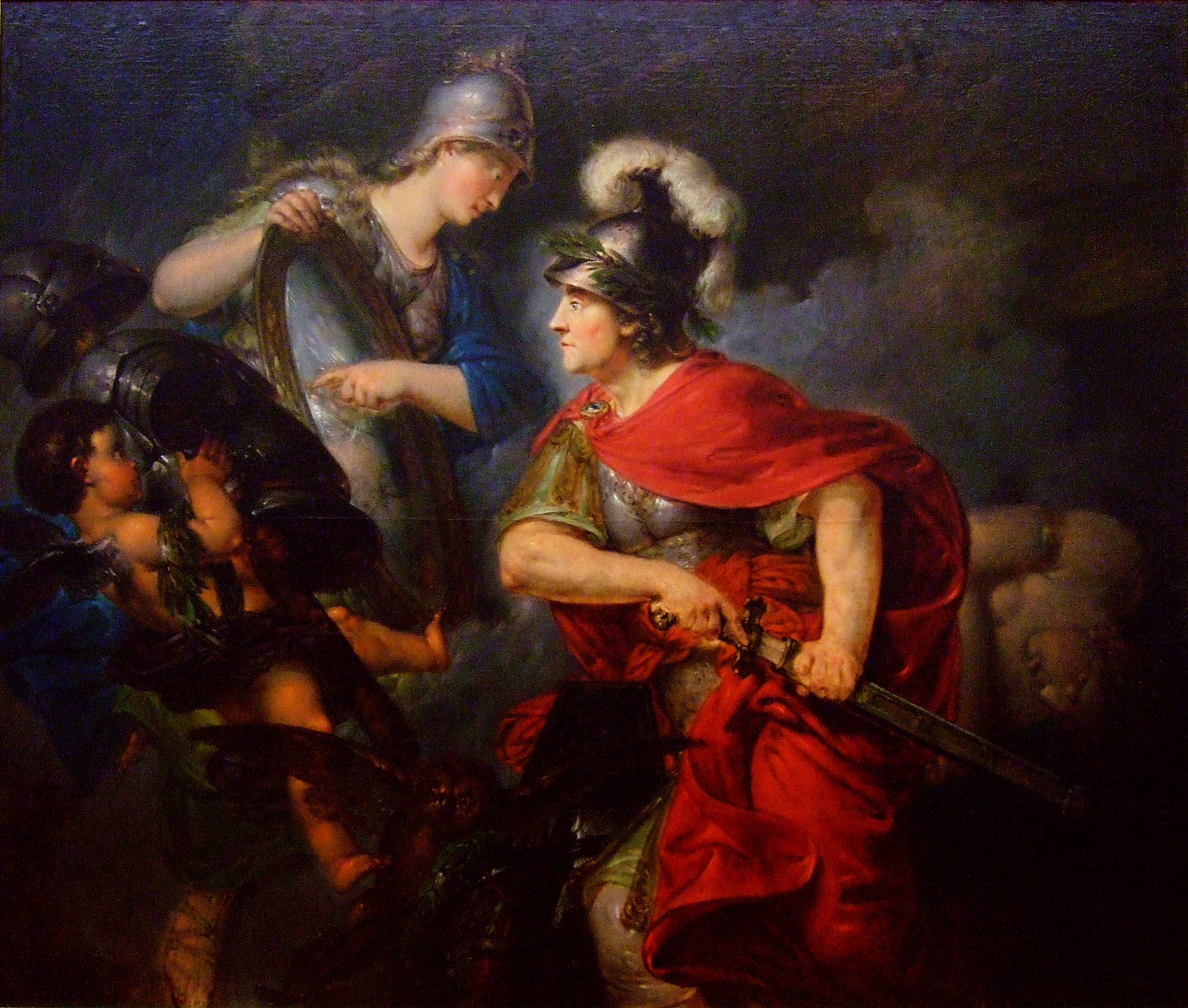
Fryderyk Wielki przedstawiony jako Perseusz z boginią Ateną; alegoria rozpoczęcia wojny siedmioletniej

## Wyprawa do Graj
Syn Danae nie wiedział, gdzie mieszka Meduza, ale z pomocą przyszła Atena, w zależności od wersji mitu sama bądź od początku wspólnie z Hermesem (niektóre wersje to syna Mai stawiają w roli głównego pomocnika Perseusza). Zabrała także herosa do Dejterjon na Samos, gdzie pokazała mu wizerunki Gorgon i udzieliła wskazówek, w jaki sposób odróżnić Meduzę od jej nieśmiertelnych sióstr. Poradziła mu również, by odwiedził najpierw Graje, znające trasę do Gorgon.
Graje, nazywane też starkami bądź Staruszkami, były to trzy siostry mieszkające w jaskini, do której nigdy nie dochodził najmniejszy promień słońca. Były córkami Forkysa. Nosiły imiona Dejno, Enyo i Pemfredo. Od urodzenia były siwe, wszystkie trzy miały tylko jedno oko i ząb, którymi w razie potrzeby się wymieniały.
Perseusz ukradł im oko i ząb, a oddał dopiero wówczas, gdy wyjawiły mu drogę do Gorgon, dały mu też hełm Hadesa, czyniący niewidzialnym i skrzydlate sandały. Zaś Hermes przyniósł mu ostry diamentowy sierp lub zakrzywiony nóż, którym syn Zeusa miał odciąć głowę potworowi. Wedle innej zaś wersji, podawanej m.in. przez Ferecydesa, wskazały mu drogę do nimf stygijskich posiadających uskrzydlone sandały, sakwę kibisis i hełm Hadesa i to od rzeczonych nimf heros otrzymał magiczne przedmioty.

## Zwycięstwo nad Meduzą

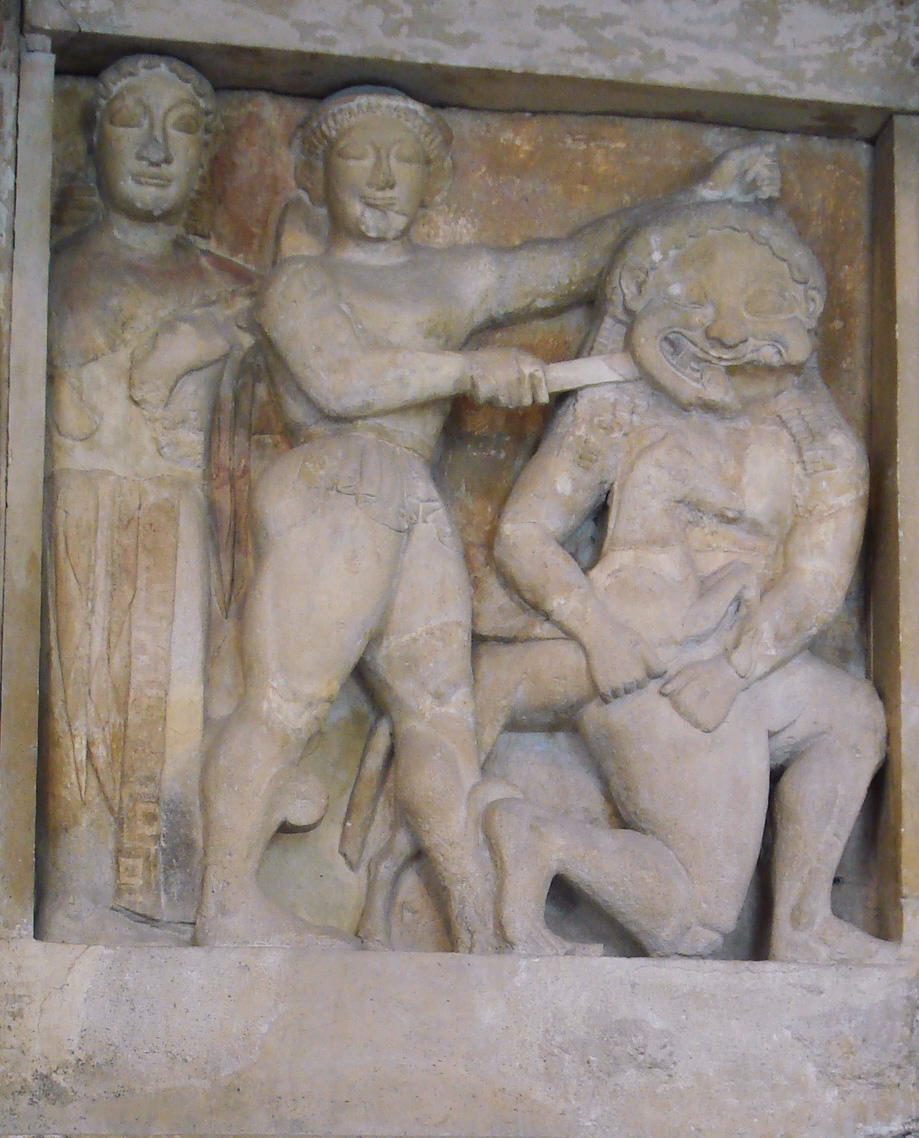
Perseusz i Meduza

Dzięki pomocy Graj młody heros zdołał dotrzeć na wyspę Gorgon, leżącą na zachodzie świata – w krainie Hiperborejczyków, jak podaje Hezjod, u brzegów nocy, za rzeką okrążającą cały świat, gdzie planety i gwiazdy zanurzały się, by się odrodzić. Perseusz odnalazł śpiące Gorgony nad brzegiem oceanu. Uznawane były za jedne z najbardziej przerażających potworów mitologii greckiej, nie można było ich pokonać bez boskiej pomocy. Posiadały ręce z brązu, dłonie ze spiżu i skrzydła ze złota, dzięki którym potrafiły latać. Szyje ich pokrywała smocza łuska. W ich ustach sterczały straszliwe kły jak u dzikiej świni. Zamiast włosów z głów wyrastały im kłębowiska węży. Najstraszniejsza z nich była najmłodsza z trzech Gorgon, Meduza, jedyna śmiertelna spośród sióstr (wyobrażana była również jako piękna kobieta z wężowymi włosami). Samo spojrzenie na nią zamieniało patrzącego w kamień lub, wedle innej wersji mitu, to jej spojrzenie zamieniało wszystko, co żyło, w kamień. Według niektórych źródeł właściwość taką posiadały również pozostałe siostry, Euryale i Steno.
Nie chcąc ulec skamienieniu, syn Danae ustawił się tyłem do potwora, widząc jego odbicie w tarczy z miedzi, wedle niektórych źródeł trzymała ją dlań sama Atena. Dzięki skrzydlatym sandałom wzbił się w górę i podarowanym mu zakrzywionym orężem uciął córce Forkosa głowę, po czym schował ją do torby i odleciał z wyspy. Z szyi Gorgony wydostał się skrzydlaty koń, Pegaz, oraz olbrzym Chryzaor. Wtedy też obudziły się dwie pozostałe Gorgony, siostry zabitej. Poczęły szukać mordercy, jednak dzięki hełmowi był on niewidzialny, nie mogły go więc ujrzeć ani zabić dla pomszczenia siostry.
Pokonanego przez Perseusza potwora, Meduzę, interpretowano rozmaicie, jako erupcję wulkaniczną, ryk oceanu czy fale morskie, Księżyc w pełni, chmury burzowe, ideę gniewu, furii i pogardy, jako goryla czy ośmiornicę. Uważano ją też za uosobienie ciemnej strony kobiecości Ateny, której pochodzenie wiązano z egipską Neit, znaną w Libii jako Atena właśnie (a wedle Pauzaniasza Atena pochodzi z tego właśnie kraju, do Grecji mieli przynieść ją libijscy uciekinierzy pod imieniem Anatha). Z kolei narodziny Pegaza i Chryzaora przypominają przyjście na świat Ateny, która wyskoczyła z głowy Zeusa po tym, jak połknął swą żonę Metis, najmądrzejszą wśród bogów i bogiń.
Istnieje inna wersja mitu, według którego Perseusz zabił nie Gorgonę, lecz królową libijską. Jej głowę przywiózł do Argos i zakopał na rynku. Opowieść ta nawiązywała do końcowego etapu rywalizacji systemów matriarchalnego i patriarchalnego. Argiwowie poprzez zabicie królowej przyczynili się do utraty znaczenia misteriów bogini Neit. Pochówki w rynku oznaczały, że grób jest święty. Prawdopodobnie na umieszczoną w skrzyni głowę założono odstraszającą maskę Gorgony.

## Perseusz i Andromeda

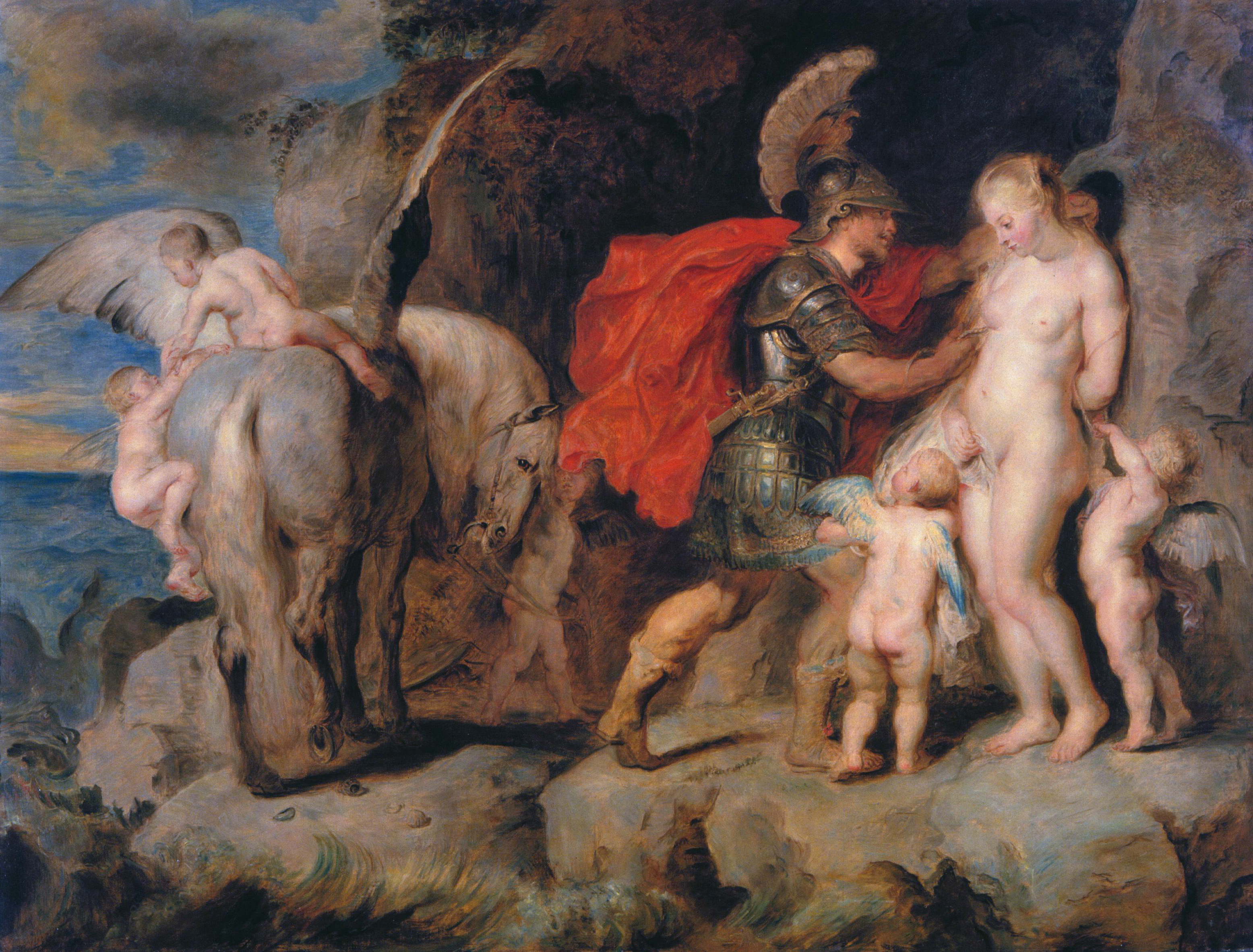
Perseusz i Andromeda na obrazie Petera Paula Rubensa z lat 20 XVII wieku

W drodze powrotnej heros postanowił zatrzymać się w zachodniej Afryce, gdzie napotkał tytana Atlasa. Ponieważ był synem Zeusa, olbrzym nie przyjął go zbyt życzliwie. Przypomniał sobie przepowiednię, wedle której syn Zeusa właśnie miał złupić jego drzewo o złotych liściach i owocach. Roślina spodobała się Perseuszowi, jednak tytan ogrodził swój ogród, a u straży postawił smoka. Rozgniewany Perseusz pokazał Atlasowi głowę Meduzy, która nawet po śmierci nie traciła swej mocy. Pod wejrzeniem gorgony olbrzym obrócił się w kamienną górę, którą nazwano od imienia tytana.
Bohater obrał drogę powrotną przez Libię i Etiopię. Gdy przemierzał niebo nad pustynią w Libii, spadające na ziemię krople krwi Meduzy dały początek zamieszkującym pustynię wężom, o czym wspominają Owidiusz w Metamorfozach i Lukan w Farsaliach. Przelatując nad brzegiem morza w Etiopii (choć niektórzy interpretatorzy lokowali etiopską część mitu w Syrii), ujrzał przykutą do skały piękną nagą dziewczynę pogrążoną w płaczu. Początkowo zawstydzona jego przybyciem, wyjawiła mu w końcu przyczynę swego nieszczęścia. Okazało się, że była królewną, córką władcy tego kraju, Cefeusza, i jego małżonki Kasjopei. Jej matka chełpiła się, że przewyższa swą urodą Nereidy, nimfy morza. Boginki poskarżyły się Posejdonowi, który zalał kraj wodą i na domiar złego zesłał potwora morskiego Ketosa, smoka pustoszącego ziemię. Jak podaje Apollodoros, poradzono się wyroczni Ammona, która podała jako jedyny sposób powstrzymania boskiego gniewu złożenie potworowi Andromedy w ofierze.
Pogromca Meduzy zakochał się w pięknej dziewczynie. Obiecał jej ojcu uwolnienie królewny w zamian za jej rękę. Element ten nie występuje w wielu wersjach mitu.
Chwilę później z wody wynurzyło się piekielnie syczące monstrum, chcące pożreć dziewczynę. Perseusz podjął z potworem walkę opisaną w Przemianach Owidiusza. Uciekając przed paszczą groźnego morskiego potwora, raził zakrzywionym mieczem jego pokryty łuską grzbiet, boki, długą szyję i rybi ogon. Po męczącej walce udało mu się zabić potwora, choć można też napotkać informacje, wedle których za pomocą magicznych przedmiotów od nimf pokonał go z łatwością. W podzięce bogom wybudował potem 3 ołtarze: dla Ateny, Hermesa i Zeusa. Tymczasem rośliny morskie przesiąkły krwią pozostawionej na brzegu głowy Gorgony, zmieniając się w koralowce. Heros oswobodził Andromedę i zaprowadził ją do pałacu jej ojca, który oddał mu córkę za żonę. Małżeństwo doszło do skutku mimo spisku, który obmyślił Fineus, brat władcy i stryj dziewczyny. Był z nią już wcześniej zaręczony i nie cieszył się wobec tego z przybycia rywala. Zebrawszy liczną grupę mężczyzn, wtargnął na uroczystości weselne. Odkrywszy spisek, syn Zeusa wyciągnął z sakwy głowę Gorgony, zamieniając Fineusa i jego towarzyszy w kamienne posągi.
Mit o uwolnieniu Andromedy przez Perseusza prawdopodobnie został zainspirowany mitologią babilońską, ugarycką bądź filistyńską. Potwór morski jest emanacją babilońskiej Tiamat bądź hebrajskiej Rahab. Andromeda jako rozpustna Isztar, Asztarte bądź Afrodyta została przykuta do skały przez Marduka-Bela lub Jahwe. Więźniarka nie spodziewała się ratunku, ponieważ została ukarana przez boga; nie mogła również zostać uwolniona, gdyż jej hipostaza – morski potwór – została pokonana. Ze względu na wyzwolenie Syrii i księżniczki od potwora w micie wskazywano nawet echa biblijnej historii Wyjścia.
Uwolnienie Andromedy nasuwa na myśl archetypowe w kulturze zachodniej uwolnienie kobiety. Porównuje się je z walką świętego Jerzego ze smokiem, można nawet spotkać się z opiniami, jakoby wymieniona legenda była kształtowana przez mit. Racjonalistyczną interpretację mitu o Perseuszu i Andromedzie przekazał Konon. Wedle niego dziewczyna była córką króla kraju Ioppe, nazwanego później Fenicją, a o jej rękę starało się dwóch konkurentów: Fojniks oraz Fineus, brat władcy. Kefeus wolał oddać córkę temu pierwszego, chciał to jednak ukryć przed Fineusem. Zainscenizowano więc porwanie: nieświadomą królewnę przebywającą na wysepce, gdzie składano ofiary Afrodycie, porwał Fojniks na statku o nazwie Wieloryb. Krzyki i błaganie o ratunek usłyszał Perseusz, który, widząc piękną dziewczynę, zakochał się w niej i pośpieszył jej na ratunek. Wywrócił okręt i porwał córkę Kefeusa, gdy marynarze stali osłupiali ze zdziwienia. Heros poślubił następnie królewnę, po czym żył razem z nią, panując w Argos.

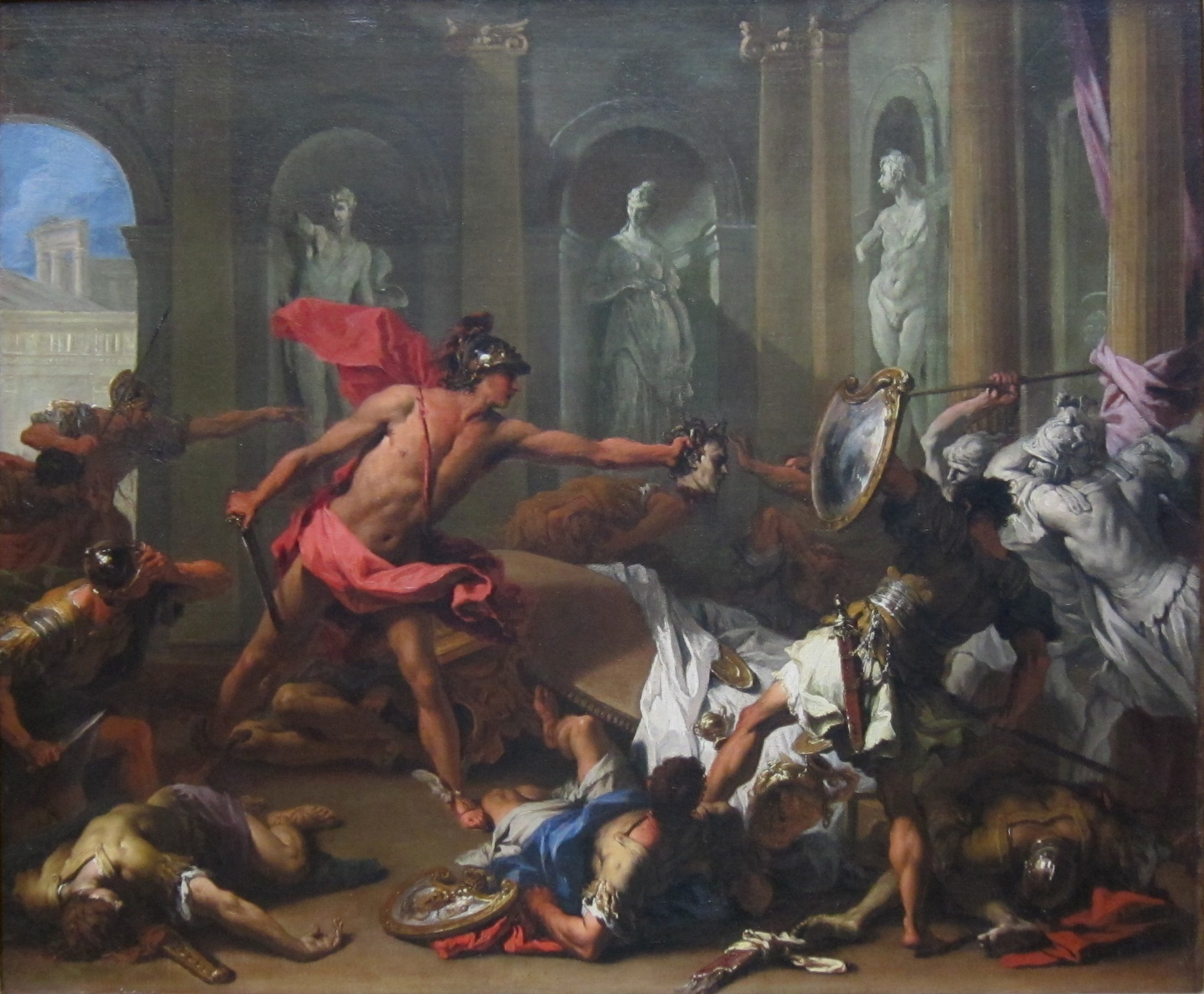
Sebastiano Ricci: Perseusz na dworze Polidektesa

## Powrót na Serifos
W końcu syn Zeusa powrócił na Serifos, do swej matki. Odnalazł ją w złym stanie, czemu winny był władca wyspy. Odrzuciwszy propozycję małżeństwa z Polidektesem, naraziła się na jego prześladowanie. Zamknięto ją w końcu w ciemnej piwnicy, gdzie żyła o chlebie i wodzie. Według innej wersji razem z Diktysem, bratem niegodziwego króla, schroniła się przy ołtarzu. By pomścić jej krzywdy, Perseusz wdarł się do pałacu tyrana i wyciągnął z torby głowę Gorgony. Po spojrzeniu na nią król i cały jego dwór przemienili się w kamień. Perseusz nowym władcą Serifos ustanowił swego przybranego ojca Diktysa, brata poprzedniego monarchy.
Zakończywszy swą misję, heros mógł już zwrócić pożyczone sprzęty Grajom. Hełm Hadesa i sakwę przekazał Hermesowi (wedle Ferecydesa hełm i sandały oddał nimfom). Głowę Meduzy z kolei podarował życzliwej mu Atenie, choć wedle niektórych wersji mitu zatrzymał ją aż do śmierci. Córka Zeusa umieściła ją na swej tarczy Egidzie.

## Śmierć Akrizjosa
W końcu Perseusz razem z matką i żoną opuścili Serifos, by odnaleźć starego Akrizjosa. Władca, nie chcąc spotkać się z wnukiem, uszedł do Larissy na północy Grecji, do kraju Pelasgów. Traf chciał, że wedle woli władcy Larissy, Teutamidesa, zorganizowano tam igrzyska na cześć zmarłego ojca monarchy. Wedle jednej z wersji mitu to w Argos odprawiano wtedy igrzyska. Lubiący ten rodzaj rozrywki syn Danae przybył na igrzyska i wziął udział w zawodach rzutu dyskiem. Nieszczęśliwie dysk – symbol Słońca – poszybował, jak to opowiada Ferecydes w „Argonautyce”, w stronę dziadka Perseusza, znajdującego się wśród publiki. Trafił Akrizjosa głowę lub stopę, zabijając go. Przepowiednia wyroczni spełniła się.
Perseusz wyprawił swemu przodkowi uroczysty pogrzeb, chowając zabitego za murami Larissy. Z uwagi na nieumyślne pozbawienie życia swego dziadka nie chciał jednak objąć po nim władzy w Argos. Zamiast tego wymienił się z władcą Tirynsu, swym krewnym Megapentesem. Oddał mu władzę w Argos, a sam osiadł w Tirynsie, stając się najpotężniejszym z greckich królów na Peloponezie. Nie ograniczył jednak swej aktywności do zarządzania Tirynsem. Założył (lub tylko ufortyfikował) Mideę i Mykeny, nazwane tak od mykos – trującego grzyba Dionizosa, który wyrósł, by zaspokoić pragnienie herosa. Być może jest to jeden z elementów procesu nawrócenia Perseusza na kult dionizyjski.
Perseusz wspólnie z żoną żyli długo, dochowując się licznego potomstwa. Zapoczątkował w ten sposób pierwszą wielką dynastię królów Półwyspu Peloponeskiego. Za życia czczono go jako półboga, a po śmierci został on przemieniony w gwiazdozbiór.

## Konflikt z Dionizosem
Istnieją nie do końca jasne przekazy o starciu Perseusza z bogiem Dionizosem. Młody Dionizos, którego Hera pokarała obłąkaniem, wędrował na czele menad i satyrów po świecie, promując misteria, w które wtajemniczyła go jego babka Rea. W trakcie podróży wstąpił do Argos, jednak Perseusz opierał się wprowadzeniu nowego kultu, za co kraj został ukarany przez młodego boga. Kobiety zostały dotknięte szaleństwem i zjadały swoje dzieci. Perseusz szybko przebłagał Dionizosa i wzniósł mu świątynię. Według innej wersji heros wygrał spór z bogiem, topiąc Dionizosa w Jeziorze Lernejskim. Zabił też Ariadnę, która w alternatywnej opowieści zginęła jako jedyna w tym starciu. Perseusz swoim zachowaniem doprowadził do zakończenia pobytu swego przyrodniego brata na ziemi i przyjęcia go na Olimpie. Obaj synowie Zeusa pogodzili się dzięki Hermesowi.
Niechęć Perseusza do Dionizosa jest współcześnie postrzegana jako odzwierciedlenie oporu, jaki stawiały pewne greckie kręgi polityczno-religijne wobec rozpowszechniania się nowego kultu, pochodzącego z dzikiej Tracji.

## Alternatywne wersje mitów o Perseuszu
W odmiennych wersjach mitów o Perseuszu Polidektes został ojczymem herosa i wychował go w świątyni Ateny. Gdy Akrizjos dowiedział się o tym, że jego wnuk żyje, przybył na Serifos, by go zabić. Polidektes wymógł na władcy Argos i synu Danae złożenie przysięgi, że nie podejmą żadnych działań, które by mogły doprowadzić do śmierci jednego z nich. Akrizjos nie mógł odpłynąć z powrotem do ojczyzny z powodu burzy. W tym czasie Polidektes zmarł. W trakcie igrzysk, urządzonych z powodu pogrzebu, Perseusz zbyt mocno rzucił dyskiem, który trafił dziadka w głowę, zabijając go na miejscu. Heros opuścił Serifos i udał się do Argos, by objąć spadek po Akrizjosie, jednak po przybyciu okazało się, że władzę uzurpował bliźniak Akrizjosa – Projtos. Perseusz zamienił go w kamień i panował w Argolidzie do czasu, aż padł ofiarą zemsty Megapentesa, syna Projtosa.
Rzymska wersja mitu podaje, jakoby Perseusz wraz z matką wyrzuceni zostali przez fale morskie na wybrzeże Lacjum, gdzie rybacy wyłowili ich dzięki swym sieciom. Rozbitkowie doprowadzeni zostali przed oblicze króla Pilumnusa, który wziął sobie kobietę za żonę, zakładając później wspólnie z nią miasto Ardeę. Od tej pary miał wedle Rzymian pochodzić król Rutulów, Tumnus. Inny mit rzymski opowiada o losach dzieci Danae i Fineusa, którzy również przybyć mieli do italskiej ziemi wraz z matką i osiąść w miejscu późniejszego założenia Rzymu. Nosili imiona Argos i Argeus. Ten pierwszy został zabity przez rdzennych mieszkańców tych ziem (nazywanych Aborygenami). Miejsce, w którym skonał, nazwano od tego zdarzenia Argiletum.

## Potomkowie Perseusza
Córce herosa nadano imię Gorgofone, na pamiątkę pokonania potwora. Wnukiem Perseusza był Amfitrion. Od Perseusza pochodziła też Alkmena, matka herosa Heraklesa. Syn Perseusza, Stenelos, spłodził ze swoją żoną Nikippe syna Eurysteusza. Zeus przyrzekł kiedyś tron w Argos mającemu się narodzić dziecku z rodu Perseidów. Jednakże jego żona Hera nakazała Ejlejtyi opóźnić poród syna Alkmeny, a przyśpieszyć narodziny Eurysteusza, który to zamiast niego został władcą.
Potomków Perseusza przedstawia następujące drzewo genealogiczne:

|                                   |                                   |                                   |                                   |                                   |                                   |  |  |                                                            |                                                            |                                                            |                                                            |                                                            |                                                            |  |  |        |        | Perseusz | Perseusz | Perseusz | Perseusz | Perseusz | Perseusz |           |           |           |           |           |           |         |         |          |          | Andromeda | Andromeda | Andromeda | Andromeda | Andromeda | Andromeda | | | | | | |  |  |          |          |          |          |          |          |  |  |                                |                                |                                |                                |                                |                                |           |           |                                                         |                                                         |                                                         |                                                         |                                                         |                                                         |  |  |         |         |         |         |         |         |  |  |           |           |           |           |           |           |  |  |  |  |  |  |  |  |  |  |  |  |  |  |  |  |  |  |  |  |  |  |  |  |  |  |  |  |  |  |  |  |  |  |  |  |  |  |
|                                   |                                   |                                   |                                   |                                   |                                   |  |  |                                                            |                                                            |                                                            |                                                            |                                                            |                                                            |  |  |        |        | Perseusz | Perseusz | Perseusz | Perseusz | Perseusz | Perseusz |           |           |           |           |           |           |         |         |          |          | Andromeda | Andromeda | Andromeda | Andromeda | Andromeda | Andromeda | | | | | | |  |  |          |          |          |          |          |          |  |  |                                |                                |                                |                                |                                |                                |           |           |                                                         |                                                         |                                                         |                                                         |                                                         |                                                         |  |  |         |         |         |         |         |         |  |  |           |           |           |           |           |           |  |  |  |  |  |  |  |  |  |  |  |  |  |  |  |  |  |  |  |  |  |  |  |  |  |  |  |  |  |  |  |  |  |  |  |  |  |  |
|                                   |                                   |                                   |                                   |                                   |                                   |  |  |                                                            |                                                            |                                                            |                                                            |                                                            |                                                            |  |  |        |        |          |          |          |          |          |          |           |           |           |           |           |           |         |         |          |          |           |           |           |           |           |           | | | | | | |  |  |          |          |          |          |          |          |  |  |                                |                                |                                |                                |                                |                                |           |           |                                                         |                                                         |                                                         |                                                         |                                                         |                                                         |  |  |         |         |         |         |         |         |  |  |           |           |           |           |           |           |  |  |  |  |  |  |  |  |  |  |  |  |  |  |  |  |  |  |  |  |  |  |  |  |  |  |  |  |  |  |  |  |  |  |  |  |  |  |
|                                   |                                   |                                   |                                   |                                   |                                   |  |  |                                                            |                                                            |                                                            |                                                            |                                                            |                                                            |  |  |        |        |          |          |          |          |          |          |           |           |           |           |           |           |         |         |          |          |           |           |           |           |           |           | | | | | | |  |  |          |          |          |          |          |          |  |  |                                |                                |                                |                                |                                |                                |           |           |                                                         |                                                         |                                                         |                                                         |                                                         |                                                         |  |  |         |         |         |         |         |         |  |  |           |           |           |           |           |           |  |  |  |  |  |  |  |  |  |  |  |  |  |  |  |  |  |  |  |  |  |  |  |  |  |  |  |  |  |  |  |  |  |  |  |  |  |  |
| Perses                            | Perses                            | Perses                            | Perses                            | Perses                            | Perses                            |  |  | Stenelos                                                   | Stenelos                                                   | Stenelos                                                   | Stenelos                                                   | Stenelos                                                   | Stenelos                                                   |  |  |        |        |          |          | Alkajos  | Alkajos  | Alkajos  | Alkajos  | Alkajos   | Alkajos   |           |           | Helejos   | Helejos   | Helejos | Helejos | Helejos  | Helejos  |           |           | Elektryon | Elektryon | Elektryon | Elektryon | Elektryon | Elektryon | | | | |  |  | Mestor   | Mestor   | Mestor   | Mestor   | Mestor   | Mestor   |  |  |                                |                                |                                |                                |                                |                                | Gorgofone | Gorgofone | Gorgofone                                               | Gorgofone                                               | Gorgofone                                               | Gorgofone                                               |                                                         |                                                         |  |  |         |         |         |         |         |         |  |  |           |           |           |           |           |           |  |  |  |  |  |  |  |  |  |  |  |  |  |  |  |  |  |  |  |  |  |  |  |  |  |  |  |  |  |  |  |  |  |  |  |  |  |  |
| Perses                            | Perses                            | Perses                            | Perses                            | Perses                            | Perses                            |  |  | Stenelos                                                   | Stenelos                                                   | Stenelos                                                   | Stenelos                                                   | Stenelos                                                   | Stenelos                                                   |  |  |        |        |          |          | Alkajos  | Alkajos  | Alkajos  | Alkajos  | Alkajos   | Alkajos   |           |           | Helejos   | Helejos   | Helejos | Helejos | Helejos  | Helejos  |           |           | Elektryon | Elektryon | Elektryon | Elektryon | Elektryon | Elektryon | | | | |  |  | Mestor   | Mestor   | Mestor   | Mestor   | Mestor   | Mestor   |  |  |                                |                                |                                |                                |                                |                                | Gorgofone | Gorgofone | Gorgofone                                               | Gorgofone                                               | Gorgofone                                               | Gorgofone                                               |                                                         |                                                         |  |  |         |         |         |         |         |         |  |  |           |           |           |           |           |           |  |  |  |  |  |  |  |  |  |  |  |  |  |  |  |  |  |  |  |  |  |  |  |  |  |  |  |  |  |  |  |  |  |  |  |  |  |  |
|                                   |                                   |                                   |                                   |                                   |                                   |  |  |                                                            |                                                            |                                                            |                                                            |                                                            |                                                            |  |  |        |        |          |          |          |          |          |          |           |           |           |           |           |           |         |         |          |          |           |           |           |           |           |           | | | | | | |  |  |          |          |          |          |          |          |  |  |                                |                                |                                |                                |                                |                                |           |           |                                                         |                                                         |                                                         |                                                         |                                                         |                                                         |  |  |         |         |         |         |         |         |  |  |           |           |           |           |           |           |  |  |  |  |  |  |  |  |  |  |  |  |  |  |  |  |  |  |  |  |  |  |  |  |  |  |  |  |  |  |  |  |  |  |  |  |  |  |
| Alkyone, Astymeduza, Meduza, Ifis | Alkyone, Astymeduza, Meduza, Ifis | Alkyone, Astymeduza, Meduza, Ifis | Alkyone, Astymeduza, Meduza, Ifis | Alkyone, Astymeduza, Meduza, Ifis | Alkyone, Astymeduza, Meduza, Ifis |  |  | Eurysteus                                                  | Eurysteus                                                  | Eurysteus                                                  | Eurysteus                                                  | Eurysteus                                                  | Eurysteus                                                  |  |  | Anakso | Anakso | Anakso   | Anakso   | Anakso   | Anakso   |          |          | Amfitrion | Amfitrion | Amfitrion | Amfitrion | Amfitrion | Amfitrion |         |         | Alkmena  | Alkmena  | Alkmena   | Alkmena   | Alkmena   | Alkmena   |           |           | Stratobates, Gorgofonos, Fylomonos, Kelajnos, Amfimachos, Lysinomos, Chejrimachos, Anaktor, Archelaos, Likymnios | Stratobates, Gorgofonos, Fylomonos, Kelajnos, Amfimachos, Lysinomos, Chejrimachos, Anaktor, Archelaos, Likymnios | Stratobates, Gorgofonos, Fylomonos, Kelajnos, Amfimachos, Lysinomos, Chejrimachos, Anaktor, Archelaos, Likymnios | Stratobates, Gorgofonos, Fylomonos, Kelajnos, Amfimachos, Lysinomos, Chejrimachos, Anaktor, Archelaos, Likymnios | Stratobates, Gorgofonos, Fylomonos, Kelajnos, Amfimachos, Lysinomos, Chejrimachos, Anaktor, Archelaos, Likymnios | Stratobates, Gorgofonos, Fylomonos, Kelajnos, Amfimachos, Lysinomos, Chejrimachos, Anaktor, Archelaos, Likymnios |  |  | Hippotoe | Hippotoe | Hippotoe | Hippotoe | Hippotoe | Hippotoe |  |  | Tyndareos                      | Tyndareos                      | Tyndareos                      | Tyndareos                      | Tyndareos                      | Tyndareos                      |           |           | Ikarios                                                 | Ikarios                                                 | Ikarios                                                 | Ikarios                                                 | Ikarios                                                 | Ikarios                                                 |  |  | Afareus | Afareus | Afareus | Afareus | Afareus | Afareus |  |  | Leukippos | Leukippos | Leukippos | Leukippos | Leukippos | Leukippos |  |  |  |  |  |  |  |  |  |  |  |  |  |  |  |  |  |  |  |  |  |  |  |  |  |  |  |  |  |  |  |  |  |  |  |  |  |  |
| Alkyone, Astymeduza, Meduza, Ifis | Alkyone, Astymeduza, Meduza, Ifis | Alkyone, Astymeduza, Meduza, Ifis | Alkyone, Astymeduza, Meduza, Ifis | Alkyone, Astymeduza, Meduza, Ifis | Alkyone, Astymeduza, Meduza, Ifis |  |  | Eurysteus                                                  | Eurysteus                                                  | Eurysteus                                                  | Eurysteus                                                  | Eurysteus                                                  | Eurysteus                                                  |  |  | Anakso | Anakso | Anakso   | Anakso   | Anakso   | Anakso   |          |          | Amfitrion | Amfitrion | Amfitrion | Amfitrion | Amfitrion | Amfitrion |         |         | Alkmena  | Alkmena  | Alkmena   | Alkmena   | Alkmena   | Alkmena   |           |           | Stratobates, Gorgofonos, Fylomonos, Kelajnos, Amfimachos, Lysinomos, Chejrimachos, Anaktor, Archelaos, Likymnios | Stratobates, Gorgofonos, Fylomonos, Kelajnos, Amfimachos, Lysinomos, Chejrimachos, Anaktor, Archelaos, Likymnios | Stratobates, Gorgofonos, Fylomonos, Kelajnos, Amfimachos, Lysinomos, Chejrimachos, Anaktor, Archelaos, Likymnios | Stratobates, Gorgofonos, Fylomonos, Kelajnos, Amfimachos, Lysinomos, Chejrimachos, Anaktor, Archelaos, Likymnios | Stratobates, Gorgofonos, Fylomonos, Kelajnos, Amfimachos, Lysinomos, Chejrimachos, Anaktor, Archelaos, Likymnios | Stratobates, Gorgofonos, Fylomonos, Kelajnos, Amfimachos, Lysinomos, Chejrimachos, Anaktor, Archelaos, Likymnios |  |  | Hippotoe | Hippotoe | Hippotoe | Hippotoe | Hippotoe | Hippotoe |  |  | Tyndareos                      | Tyndareos                      | Tyndareos                      | Tyndareos                      | Tyndareos                      | Tyndareos                      |           |           | Ikarios                                                 | Ikarios                                                 | Ikarios                                                 | Ikarios                                                 | Ikarios                                                 | Ikarios                                                 |  |  | Afareus | Afareus | Afareus | Afareus | Afareus | Afareus |  |  | Leukippos | Leukippos | Leukippos | Leukippos | Leukippos | Leukippos |  |  |  |  |  |  |  |  |  |  |  |  |  |  |  |  |  |  |  |  |  |  |  |  |  |  |  |  |  |  |  |  |  |  |  |  |  |  |
|                                   |                                   |                                   |                                   |                                   |                                   |  |  |                                                            |                                                            |                                                            |                                                            |                                                            |                                                            |  |  |        |        |          |          |          |          |          |          |           |           |           |           |           |           |         |         |          |          |           |           |           |           |           |           | | | | | | |  |  |          |          |          |          |          |          |  |  |                                |                                |                                |                                |                                |                                |           |           |                                                         |                                                         |                                                         |                                                         |                                                         |                                                         |  |  |         |         |         |         |         |         |  |  |           |           |           |           |           |           |  |  |  |  |  |  |  |  |  |  |  |  |  |  |  |  |  |  |  |  |  |  |  |  |  |  |  |  |  |  |  |  |  |  |  |  |  |  |
|                                   |                                   |                                   |                                   |                                   |                                   |  |  |                                                            |                                                            |                                                            |                                                            |                                                            |                                                            |  |  |        |        |          |          |          |          |          |          |           |           |           |           |           |           |         |         |          |          |           |           |           |           |           |           | | | | | | |  |  |          |          |          |          |          |          |  |  |                                |                                |                                |                                |                                |                                |           |           |                                                         |                                                         |                                                         |                                                         |                                                         |                                                         |  |  |         |         |         |         |         |         |  |  |           |           |           |           |           |           |  |  |  |  |  |  |  |  |  |  |  |  |  |  |  |  |  |  |  |  |  |  |  |  |  |  |  |  |  |  |  |  |  |  |  |  |  |  |
|                                   |                                   |                                   |                                   |                                   |                                   |  |  | Admetos, Aleksander, Ifimedon, Eurybios, Mentor, Perimedes | Admetos, Aleksander, Ifimedon, Eurybios, Mentor, Perimedes | Admetos, Aleksander, Ifimedon, Eurybios, Mentor, Perimedes | Admetos, Aleksander, Ifimedon, Eurybios, Mentor, Perimedes | Admetos, Aleksander, Ifimedon, Eurybios, Mentor, Perimedes | Admetos, Aleksander, Ifimedon, Eurybios, Mentor, Perimedes |  |  |        |        |          |          |          |          |          |          | Ifikles   | Ifikles   | Ifikles   | Ifikles   | Ifikles   | Ifikles   |         |         | Herakles | Herakles | Herakles  | Herakles  | Herakles  | Herakles  |           |           | | | | | | |  |  | Tafios   | Tafios   | Tafios   | Tafios   | Tafios   | Tafios   |  |  | Timandra, Klitajmestra Filonoe | Timandra, Klitajmestra Filonoe | Timandra, Klitajmestra Filonoe | Timandra, Klitajmestra Filonoe | Timandra, Klitajmestra Filonoe | Timandra, Klitajmestra Filonoe |           |           | Toas, Damasippos, Imeusimos, Aletes, Perileos, Penelopa | Toas, Damasippos, Imeusimos, Aletes, Perileos, Penelopa | Toas, Damasippos, Imeusimos, Aletes, Perileos, Penelopa | Toas, Damasippos, Imeusimos, Aletes, Perileos, Penelopa | Toas, Damasippos, Imeusimos, Aletes, Perileos, Penelopa | Toas, Damasippos, Imeusimos, Aletes, Perileos, Penelopa |  |  |         |         |         |         |         |         |  |  |           |           |           |           |           |           |  |  |  |  |  |  |  |  |  |  |  |  |  |  |  |  |  |  |  |  |  |  |  |  |  |  |  |  |  |  |  |  |  |  |  |  |  |  |

## Odniesienia do postaci Perseusza
W przeciwieństwie do wielu greckich mitów, licznych w wersje i obfitujących w często sprzeczne ze sobą szczegóły, historia syna Danae jest dosyć prosta. Jednakże istnieją liczne interpretacje mitu, chociaż niekiedy uważa się go po prostu za dawną opowieść ludową o nieznanych początkach, być może sięgającą drugiego tysiąclecia p.n.e. Herosa utożsamiano z bóstwem egipskim Chemem, którego imię zapisywano za pomocą hieroglifów skrzydlatego ptaka i tarczy słonecznej. Przenikanie opowieści mitycznych było możliwe dzięki kolonizacji greckiej na przełomie I i II tysiąclecia p.n.e., gdy Hellenowie założyli swoją kolonię na Chemmis.
W kulturze mit o Perseuszu i Gorgonie prawdopodobnie pojawił się jednakże około 700 p.n.e. Około 456 p.n.e. spisał go Ferecydes z Aten, do którego odwołał się Apollodoros w swej „Bibliotece”. Perseusz pojawiał się również w kolejnych epokach, nawet w Średniowieczu, obecny w pozycjach tyczących astronomii i astrologii. Jego popularność wzrosła ponownie w Renesansie.
W sztuce greckiej przedstawiano zwykle dwie sceny z życia herosa. Pierwszą była walka bohatera z Meduzą. Ukazywano między innymi moment, w którym syn Danae ścinał potworowi głowę. Krater z brązu z epoki archaicznej znajdujący się w Luwrze ukazuje herosa odwracającego głowę od trzymanego za włosy potwora o ciele w połowie zwierzęcym. Motyw ten jest obecny także w następnych epokach. Za przykład stanowić może rzeźba Perseusz i Meduza Benvenuto Celliniego z lat 1545-54. Ukazywano też często uwolnienie Andromedy. Widać je choćby na malowidle pompejańskim stanowiące prawdopodobnie kopię wcześniejszego działa greckiego z IV wieku p.n.e.
Mityczny Perseusz jest utożsamiany z gwiazdozbiorem Perseusza (Perseus) (uznawanym też niekiedy za Marduka). Widnieje na niebie niedaleko konstelacji Andromedy (Andromeda), Kasjopei (Cassiopeia), Cefeusza (Cepheus), Pegaza (Pegasus), Wieloryba (Cetus), które są z nim mitologicznie powiązane.